# Nicky Deverdics
Nicholas Ferenc Deverdics, detto Nicky (Newcastle upon Tyne, 24 novembre 1987), è un calciatore inglese, centrocampista dei Blyth Spartans.

## Carriera
Ha giocato nella prima divisione dei campionati scozzese e faroese.